# Serguéi Korzhinski
Serguéi Ivánovich Korzhinski (translitera al ruso: Серге́й Ива́нович Коржи́нский) (26 de agosto (7 de septiembre) 1861 Astracán - 18 de noviembre (1 de diciembre) 1900 San Petersburgo) - fue un botánico, agrónomo ruso.
En 1881 terminó su escuela secundaria en Astracán. Y en 1885 en la Universidad de Kazan, que se preparó para una plaza de profesor. En la primavera de 1887, después de defender su tesis de Maestro de botánica, para en 1888 recibir el título de doctor en Botánica y fue nombrado profesor de la Universidad Estatal de Tomsk, permaneciendo en ese puesto hasta 1892.
Desde 1892 fue botánico jefe del Jardín Botánico Imperial de San Petersburgo. Y en 1893: Director del Museo Botánico de la Academia de Ciencias.
Sus trabajos fueron publicados en las siguientes publicaciones: "Desarrollo de la Sociedad de Ciencias Naturales de Kazan" (Vol. X, núm. 6, v. XIII, 4, v. XIII, 6, v. XVII, 1, v. XVI, 6, v. XVIII , 1), en el anexo de los "Protocolos de las reuniones de la Sociedad de Naturalistas de Kazan: (№ 79, 72, 75, 87), en« Botanisches Centralblatt »(1886). Y realizó una serie de artículos en el "Diccionario Enciclopédico Brockhaus y Efron".
Fue de los primeros en demostrar la inestabilidad espacial de los suelos y zonas de vegetación en la llanura rusa. Y fomentó las forestaciones de las estepas.

## Algunas publicaciones
- Korzhinsky, s.i.. 1888. Северная граница чернозёмно-степной области восточной полосы Европейской России в ботанико-географическом и почвенном отношении. I. Введение. Ботанико-географический очерк Казанской губернии (chernozem frontera norte de región de la estepa al este de la banda de la Rusia europea en fitogeografía y suelos. I. Introducción. Boceto botánico-geográfico de la provincia de Kazán). Proc Sociedad de Naturalistas en la Universidad de Kazan 18 ( 5 ): 1-253
- 1891. Северная граница чернозёмно-степной области восточной полосы Европейской России в ботанико-географическом и почвенном отношении. II. Фитотопографические исследования в губерниях Симбирской, Самарской, Уфимской, Пермской и отчасти Вятской ((chernozem frontera norte de región de la estepa al este de la banda de la Rusia europea en fitogeografía y suelos. II. Fitotopografía de las provincias de Simbirsk, Samara, Ufa, Perm y parte de Vyatka). Desarrollo de la Sociedad de Naturalistas de la Universidad de Kazan 22 ( 6 ): 1-201
- 1893. Флора Востока Европейской России в её систематическом и географическом соотношениях. I // Известия Томского университета (Flora de Europa del Este a Rusia en sus relaciones sistemáticas y geográfica. I. Desarrollo de la Universidad de Tomsk ( 5 ): 71-299
- 1899. Коржинский С. И. Гетерогенезис и эволюция. К теории происхождения видов. I // Записки Академии наук по физико-математическому отделению (Geterogénesis y evolución. La teoría del origen de las especies. I). Academia Nacional de Ciencias de la Física y Matemáticas 9 ( 2): 1-94

## Honores
- Miembro de la Academia de San Petersburgo de Ciencias, 1896

### Epónimos
- (Apiaceae) Korshinskia Lipsky[1]

- La abreviatura «Korsh.» se emplea para indicar a Serguéi Korzhinski como autoridad en la descripción y clasificación científica de los vegetales.[2]